# Автовокзал (Орёл)
Автовокзал «Орёл» — автовокзал города Орла, расположенный в Заводском районе по адресу ул. Автовокзальная, д. 1. Имеет 15 посадочных платформ, обслуживает пригородные, междугородние, межобластные и международные рейсы (некоторые страны СНГ). Здание автовокзала имеет 2 секции с совмещёнными залами ожидания для пригородных маршрутов, а также для маршрутов дальнего следования; кроме того, имеется большой зал ожидания, расположенный на втором этаже здания.
В связи с большой загруженностью, некоторые пригородные дачные маршруты с автовокзала были перенесены на Комсомольскую площадь, которая, в свою очередь, стала де-факто вторым автовокзалом.
Адрес: 302000, Орёл, ул. Автовокзальная, д. 1.